# 1914年3月12日月食
1914年3月12日月食为一次在协调世界时1914年3月12日出現的月偏食。該次月食半影食分為1.901、全影食分為0.917。偏食維持了91分。

## 概述
這次月食的食分是11.42，偏食維持了91分。

## 基本參數
- 類型：月偏食
- 食甚資料：
  - 日期：1914年3月12日
  - 時間：4:13
  - 月球位置：赤經11.42度、赤緯3.2度
  - 食分：半影食分：1.901、全影食分：0.917
  - 持續時間：偏食91分

## 外部連結
- NASA月食專頁（页面存档备份，存于）（英文）